# Ресурси і запаси вольфраму
Ресурси і запаси вольфраму (рос. ресурсы и запасы вольфрама, англ. tungsten resources and reserves, нім. Ressourcen f pl und Vorräte m pl an Wolfram) – 

## Загальна характеристика
Включаючи виявлені і прогнозні ресурси) в надрах 64 країн світу на 1999 р. оцінювалися в 21 млн т, з них майже 56% припадає на Азію, 23% – на Європу, майже 16% – на Америку, 3% – на Австралію і Океанію, понад 2% – на Африку. Найбільшими ресурсами вольфраму володіє Китай (понад 34% світових ресурсів – 7,5 млн т), далі йдуть: Казахстан – 14,7% (3,1 млн т) Росія – 14,3% (3 млн т) і, Канада – 8,1% (1,7 млн т), США – 3,6% (0,8 млн т), Австралія – 3,2% (0,7 млн т), Болівія – 2,3% (0,5 млн т). 
Прогнозні ресурси вольфраму оцінюються в 9,5 млн т; це 43,2% сумарних світових ресурсів.
Виявлені ресурси вольфраму складають більше половини (56,8%) сумарних світових ресурсів. Вони включають загальні запаси і умовно економічні ресурси в надрах 58 країн світу і оцінюються в 12,5 млн т. В надрах країн азійського континенту зосереджено 54% всіх виявлених ресурсів (6,75 млн т), Європи – 23% (2,85 млн т), Америки – 18% (2,2 млн т), Австралії і Океанії – 3% (0,4 млн т), Африки – 2% (0,3 млн т). На частку Китаю припадає 26,4% (3,3 млн т), Казахстану – 24,6% (3,1 млн т), Росії – 17,2% (2,15 млн т), СНД в цілому – 44% (5,5 млн т), Канади – 9,6% (1,2 млн т), США – 4% (0,5 млн т), Австралії – 3,2% (0,4 млн т), Болівії – 2,4% (0,3 млн т). Виявлені ресурси в надрах таких країн, як Бурунді, Венесуела, Демократична Республіка Конго, Єгипет, Замбія, Камерун, Марокко, Непал, Нігерія, Саудівська Аравія, Судан, Танзанія, Куба, Чилі, Швеція, Еквадор, ПАР, за своїми кількісними і якісними характеристиками сьогодні оцінюються як непридатні для рентабельного промислового освоєння (умовно економічні ресурси) і надалі, при характеристиці запасів, не розглядаються.
Загальні запаси вольфраму в 41 країні світу на 1998 р. оцінюються в 4,14 млн т, з них підтверджені становлять 2,6 млн т. 
Майже 98% підтверджених запасів вольфраму укладені в родовищах трьох основних геолого-промислових типів: штокверкового – майже 42%, скарнового – 38% і жильного – 18%. Корінні родовища стратиформного типу і розсипи мають різко підлегле значення, їх частки в світових підтверджених запасах становлять 1,3% і 0,8%, відповідно.
Мінерально-сировинна база вольфрамодобувної промисловості світу характеризується високою мірою концентрації. У п’яти провідних країнах (Китаї, Казахстані, Канаді, Росії, США) зосереджено майже 74% світових підтверджених запасів вольфраму (в кожній – понад 100 тис. т). 

## Ресурси і запаси по країнах

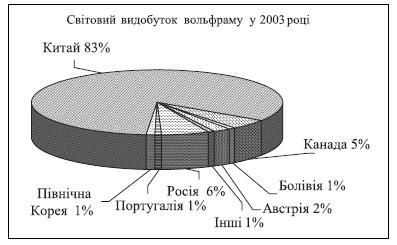

У Китаї, що займає за запасами вольфраму провідне місце у світі, бл. 40% підтверджених запасів укладено в штокверкових (в тому числі ґрейзенових) родовищах, трохи менше – в скарнових і бл. 20% – в жильних. Характерною особливістю китайських родовищ є їх багатотипність і полікомпонентність руд у межах одного об’єкта, де просторово можуть бути суміщені руди всіх трьох геолого-промислових типів, що містять у промислових концентраціях, крім вольфраму, такі попутні компоненти, як олово, стибій, молібден, свинець, рідкісні метали і ін. 
У Казахстані підтверджені запаси вольфраму складають бл. 30% всіх розвіданих запасів промислових категорій, кількість яких перевищує 1,2 млн т, а інші 70% є умовно економічними ресурсами. За іншими оцінками, майже всі запаси країни є умовно економічними ресурсами. Практично всі найбільші розвідані вольфрамові об’єкти сконцентровані в центральній частині країни, в межах Джунгаро-Балхашської металогенічної провінції. Основне значення мають родовища штокверкового геолого-промислового типу (включаючи ґрейзенові), як власне вольфрамові, так і комплексні молібден-олово-вольфрамові. Руди цих родовищ – кварцово-вольфрамітові і кварцово-шеєлітові – характеризуються низькими вмістами триоксиду вольфраму (0.3-0.5%) і потребують застосування складних схем збагачення. 
У Канаді понад 75% підтверджених запасів пов’язані з багатими шеєлітовими рудами скарнових родовищ. Вміст триоксиду вольфраму варіює від 0.7-1.2% до 2.5%. До штокверкового типу належить родовище комплексних олово-вольфрамових руд Маунт-Плезант із запасами 60 тис.т металу при середньому вмісті триоксиду вольфраму 0.39%.
У Росії розвідано понад 90 вольфрамових родовищ, причому на частку 50 корінних припадає понад 99% сумарних запасів промислових категорій, і бл. 1% запасів укладено в розсипах. Понад 40% запасів вольфраму сконцентровано на Північному Кавказі, майже 30% – у Забайкаллі, 10% – у Приморському краї, 9% – в Якутії (Республіка Саха), інші – на Чукотці, Алтаї, Уралі. Бл. 55% всіх розвіданих запасів укладено в родовищах скарнового геолого-промислового типу, 25% – у штокверкових, 14% – у жильних, 5% – у стратиформних родовищах. Незважаючи на досить високий ресурсний потенціал, в освоєнні мінерально-сировинної бази країни залишається ряд серйозних проблем. Це, насамперед, висока концентрація розвіданих запасів у родовищах, що розробляються, а також загалом нижчий, ніж за рубежем, вміст триоксиду вольфраму в рудах. 
У США велика частина підтверджених запасів вольфраму (57%) зосереджена в комплексних молібден-вольфрам-олов’яних рудах штокверкових родовищ. 
В Україні перспективні прояви вольфраму виявлено у Східному Приазов’ї (Мангуський прояв), Селищанський рудопрояв у межах Корсунь-Новомиргородського плутону, рудопрояви у скарнах Пержанського рудного поля, скарнах Кочерівської групи проявів (біля Житомира), Миколаївсько-Камчатську і Жовтянсько-Успенську вольфрамоносні зони (ґнейси і кристалосланці), скарни проявів Клинці і Майське.